# Parasyntormon
Parasyntormon is een vliegengeslacht uit de familie van de slankpootvliegen (Dolichopodidae).

## Soorten
- P. appendiculatum Harmston and Knowlton, 1943
- P. asellus Wheeler, 1899
- P. classicum Harmston and Knowlton, 1943
- P. emarginatum Wheeler, 1899
- P. emarginicorne Curran, 1923
- P. flavicoxa Van Duzee, 1922
- P. fraterculus Van Duzee, 1922
- P. hendersoni Harmston and Knowlton, 1939
- P. hinnulus Wheeler, 1899
- P. lagotis Wheeler, 1899
- P. lepus Van Duzee, 1918
- P. longicorne Van Duzee, 1933
- P. montivagum Wheeler, 1899
- P. mulinum Van Duzee, 1922
- P. nigripes Harmston and Knowlton, 1943
- P. occidentalis (Aldrich, 1894)
- P. petiolatum Van Duzee, 1933
- P. rotundicorne Van Duzee, 1926
- P. utahnum Van Duzee, 1933
- P. virens Harmston and Knowlton, 1943